# Dammartin-en-Goële
Dammartin-en-Goële és un municipi francès, situat al departament de Sena i Marne i a la regió de Illa de França. L'any 2007 tenia 7.967 habitants.
Forma part del cantó de Mitry-Mory, del districte de Meaux i de la Comunitat d'aglomeració Roissy Pays de France.
El 9 de gener de 2015, el ministre de l'interior francés, Bernard Cazeneuve, va confirmar que hi havia en curs una gran operació a Dammartin-en-Goële amb helicòpters de policia i unitats especials antiterroristes amb l'objectiu de capturar Saïd i Chérif Kouachi. Més tard es va confirmar que els terroristes estaven refugiats a una impremta amb almenys un ostatge.

## Demografia

### Població
El 2007 la població de fet de Dammartin-en-Goële era de 7.967 persones. Hi havia 2.952 famílies, de les quals 714 eren unipersonals (335 homes vivint sols i 379 dones vivint soles), 786 parelles sense fills, 1.185 parelles amb fills i 267 famílies monoparentals amb fills.
La població ha evolucionat segons el següent gràfic:
Habitants censats

### Habitatges
El 2007 hi havia 3.165 habitatges, 3.007 eren l'habitatge principal de la família, 32 eren segones residències i 125 estaven desocupats. 2.141 eren cases i 1.005 eren apartaments. Dels 3.007 habitatges principals, 2.124 estaven ocupats pels seus propietaris, 810 estaven llogats i ocupats pels llogaters i 73 estaven cedits a títol gratuït; 191 tenien una cambra, 408 en tenien dues, 402 en tenien tres, 661 en tenien quatre i 1.345 en tenien cinc o més. 2.322 habitatges disposaven pel capbaix d'una plaça de pàrquing. A 1.365 habitatges hi havia un automòbil i a 1.352 n'hi havia dos o més.

### Piràmide de població
La piràmide de població per edats i sexe el 2009 era:
| Homes | Edats   | Dones |
| ----- | ------- | ----- |
| 0     | 95 o +  | 0     |
| 0     | 90 a 94 | 24    |
| 4     | 85 a 89 | 20    |
| 4     | 80 a 84 | 56    |
| 40    | 75 a 79 | 64    |
| 52    | 70 a 74 | 60    |
| 100   | 65 a 69 | 76    |
| 160   | 60 a 64 | 144   |
| 172   | 55 a 59 | 184   |
| 324   | 50 a 54 | 288   |
| 328   | 45 a 49 | 332   |
| 308   | 40 a 44 | 324   |
| 360   | 35 a 39 | 400   |
| 248   | 30 a 34 | 300   |
| 248   | 25 a 29 | 208   |
| 325   | 20 a 24 | 332   |
| 416   | 15 a 19 | 320   |
| 380   | 10 a 14 | 312   |
| 332   | 5 a 9   | 212   |
| 204   | 0 a 4   | 192   |

## Economia
El 2007 la població en edat de treballar era de 5.725 persones, 4.432 eren actives i 1.293 eren inactives. De les 4.432 persones actives 4.115 estaven ocupades (2.187 homes i 1.928 dones) i 318 estaven aturades (157 homes i 161 dones). De les 1.293 persones inactives 385 estaven jubilades, 583 estaven estudiant i 325 estaven classificades com a «altres inactius».

### Ingressos
El 2009 a Dammartin-en-Goële hi havia 2.949 unitats fiscals que integraven 7.939,5 persones, la mediana anual d'ingressos fiscals per persona era de 23.082 €.

### Activitats econòmiques
Dels 394 establiments que hi havia el 2007, 3 eren d'empreses extractives, 6 d'empreses alimentàries, 2 d'empreses de fabricació de material elèctric, 8 d'empreses de fabricació d'altres productes industrials, 60 d'empreses de construcció, 77 d'empreses de comerç i reparació d'automòbils, 30 d'empreses de transport, 19 d'empreses d'hostatgeria i restauració, 14 d'empreses d'informació i comunicació, 18 d'empreses financeres, 23 d'empreses immobiliàries, 51 d'empreses de serveis, 60 d'entitats de l'administració pública i 23 d'empreses classificades com a «altres activitats de serveis».
Dels 104 establiments de servei als particulars que hi havia el 2009, 1 era una oficina d'administració d'Hisenda pública, 1 gendarmeria, 1 oficina de correu, 7 oficines bancàries, 1 funerària, 5 tallers de reparació d'automòbils i de material agrícola, 3 autoescoles, 10 paletes, 7 guixaires pintors, 5 fusteries, 7 lampisteries, 7 electricistes, 10 empreses de construcció, 6 perruqueries, 1 veterinari, 1 agència de treball temporal, 14 restaurants, 11 agències immobiliàries, 3 tintoreries i 3 salons de bellesa.
Dels 24 establiments comercials que hi havia el 2009, 1 era, 3 supermercats, 1 un supermercat, 1 una gran superfície de material de bricolatge, 2 botiges de menys de 120 m², 3 fleques, 1 una fleca, 1 una peixateria, 4 botigues de roba, 2 botigues d'electrodomèstics, 1 una botiga d'electrodomèstics, 1 una botiga de material esportiu, 1 una botiga de material de revestiment de parets i terra i 2 floristeries.
L'any 2000 a Dammartin-en-Goële hi havia 4 explotacions agrícoles.

## Equipaments sanitaris i escolars
El 2009 hi havia 3 farmàcies i 1 ambulància.
El 2009 hi havia 2 escoles maternals i 3 escoles elementals. Dammartin-en-Goële disposava d'un col·legi d'educació secundària amb 400 alumnes.

## Poblacions més properes
El següent diagrama mostra les poblacions més properes.